# All-Ireland Senior Football Championship 1899
L'All-Ireland Senior Football Championship 1899 fu l'edizione numero 13 del principale torneo di calcio gaelico irlandese. Dublino batté in finale Cork ottenendo il sesto trionfo della sua storia.

## All-Ireland Series
Si disputò la finale tra i campioni del Leinster e del Munster visto che in quell'anno non fu giocato il torneo nell'Ulster e nel Connacht non esisteva ancora. La finale si giocò due anni dopo i tornei provinciali.

### Finale
| Dublino 10 febbraio 1901 | Dublino | 1-10 – 0-06 | Cork | Jones' Road (2000 spett.) |